# Родничковское сельское поселение (Волгоградская область)
Родничко́вское се́льское поселе́ние — муниципальное образование в составе Нехаевского района Волгоградской области.
Административный центр — посёлок Роднички.

## История
Родничковское сельское поселение образовано 18 ноября 2004 года в соответствии с Законом Волгоградской области № 977-ОД.

## Население
| 2010 | 2012  | 2013 | 2014 | 2015 | 2016 | 2017 |
| ---- | ----- | ---- | ---- | ---- | ---- | ---- |
| 1012 | ↘1004 | ↘987 | ↘956 | ↘940 | ↘928 | ↘896 |
| 2018 | 2019  | 2020 | 2021 |      |      |      |
| ↘874 | ↘853  | ↘832 | ↘792 |      |      |      |

## Состав сельского поселения
| № | Населённый пункт | Тип населённого пункта          | Население |
| - | ---------------- | ------------------------------- | --------- |
| 1 | Берёзовый        | посёлок                         | 0         |
| 2 | Кулички          | хутор                           | 88        |
| 3 | Потайной         | посёлок                         | 3         |
| 4 | Роднички         | посёлок, административный центр | 921       |